# Abies durangensis var. coahuilensis
Abies durangensis var. coahuilensis (I.M.Johnst.) Martínez, 1963, è una rara varietà naturale di A. durangensis appartenente alla famiglia delle Pinaceae, endemica di due località disgiunte nello stato di Coahuila, in Messico.

## Etimologia
Il nome generico Abies, utilizzato già dai latini, potrebbe, secondo un'interpretazione etimologica, derivare dalla parola greca ἄβιος = longevo. Il nome specifico durangensis fa riferimento al Durango, uno degli Stati federati del Messico. L'epiteto coahuilensis fa riferimento allo stato federato del Messico (Cohauila), dove questa varietà è nativa.

## Descrizione
Questa varietà si distingue da A. durangensis per i germogli più pubescenti, gli aghi più corti e un piccolo numero di stomi sulla parte superiore degli stessi.

### Portamento
Può raggiungere i 20-30 m di altezza, con tronco di 30 cm di diametro, e un portamento che ricorda quello dell'abete di Douglas; i rami secondari sono verdi-olivacei, poi marroni, rivestiti di pubescenza.

### Foglie
Le foglie sono aghiformi, ordinate su due file, lunghe 25-35 mm, di color verde lucido, con ipoderma più spesso rispetto a quello della varietà nominale; hanno punte ottuse o appuntite, e pochi stomi sulla faccia superiore, più numerosi e divisi in due bande in quella inferiore. Le gemme sono lievemente resinose, arrotondate, con un anello di brattee libere alla base.

### Frutti
Sono coni femminili ovoidali, con apice appuntito, marroni, lunghi fino a 10 cm e larghi fino a 4 cm. Le scaglie sono obovate-cuneate, con margini dentellati, pubescenti, e brattee nascoste. I semi sono lunghi 6-8 mm, con parte alata di 10 mm.

### Corteccia
La corteccia è nera, consistente e rugosa, maggiormente liscia e più chiara nella parte superiore del fusto.

## Distribuzione e habitat
Cresce in montagna a 2100-2300 m, in burroni profondi e ripidi, oppure oltre i 3500 m sulla sommità delle montagne, in fitte foreste miste in associazione con Pseudotsuga menziesii var. glauca, Pinus strobiformis e Cupressus arizonica.

## Usi
Il suo legno non ha importanza commerciale, anche se localmente può venire utilizzato.

## Conservazione
Si conoscono solo due piccole sub-popolazioni molto distanti tra loro e di consistenza numerica sconosciuta. Il rischio maggiore al quale sono sottoposte è legato agli incendi boschivi, a causa dell'inaccessibilità delle aree di vegetazione; si pensa che un unico incendio possa determinare l'estinzione di un'intera sub-popolazione anche perché le specie coabitanti sarebbero certamente più rapide nella ripresa a seguito di un evento di tale portata. Per questi motivi la varietà viene classificata come specie vulnerabile nella Lista rossa IUCN.